# Agnès Varda
Agnès Varda (30. maj 1928 – 29. marts 2019) var en fransk filminstruktør.
Hun var gift med Jacques Demy.

## Filmografi
Udvalgte film af Agnès Varda:
- Cleo fra 5 til 7 (Cléo de 5 à 7, 1962)
- Lykken (Le bonheur, 1965)
- Den ene synger (L'une chante, l'autre pas, 1977)
- En pige på drift (Sans toi ni loi, 1985)